# Limited overs cricket
 (février 2024).
Si vous disposez d'ouvrages ou d'articles de référence ou si vous connaissez des sites web de qualité traitant du thème abordé ici, merci de compléter l'article en donnant les références utiles à sa vérifiabilité et en les liant à la section « Notes et références ».

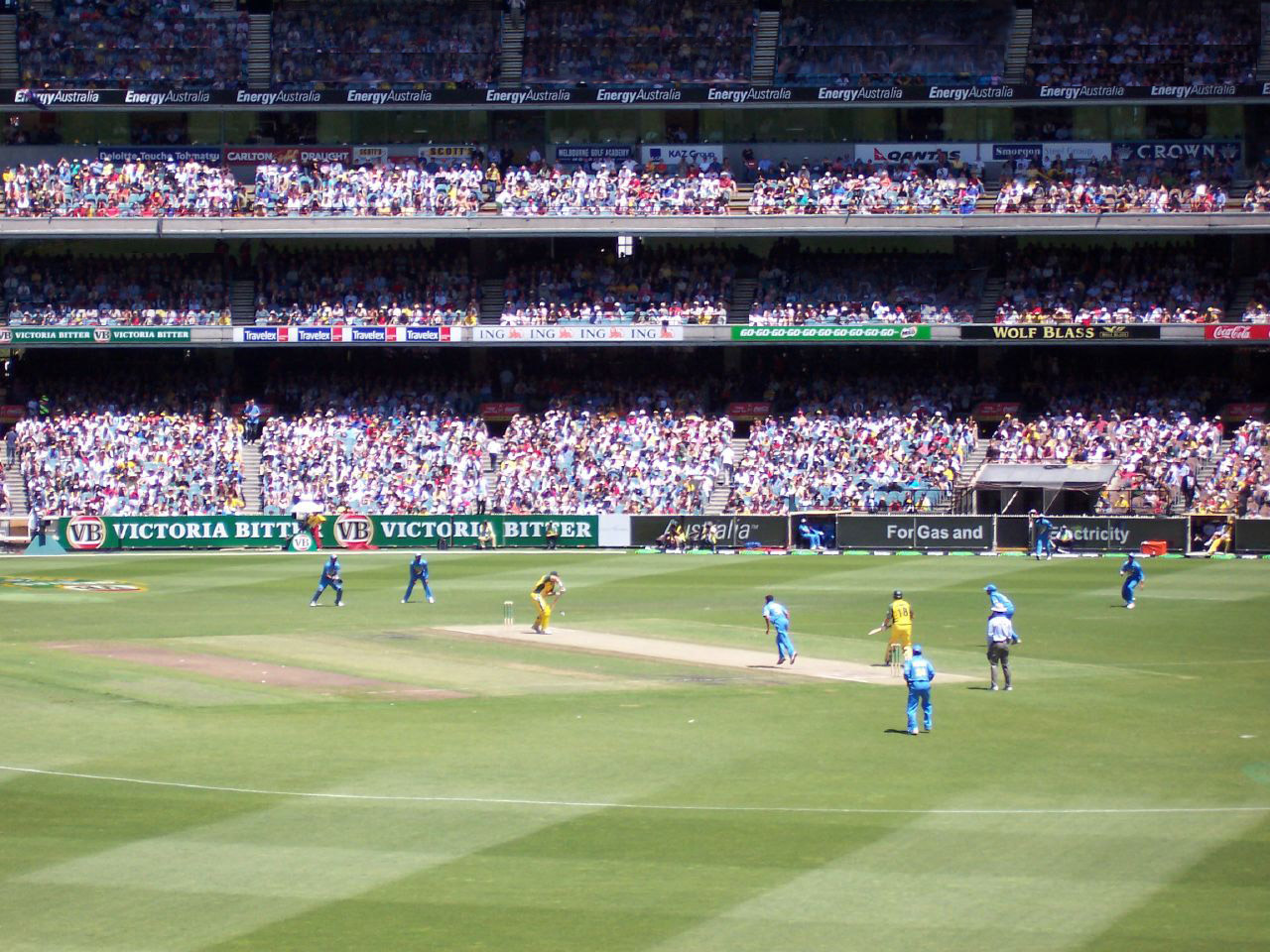
Australie-Inde, One-day cricket en 2004.

L'appellation One-day cricket, ou encore Limited overs cricket, désigne une version du cricket où les matchs se déroulent généralement sur une journée, contrairement aux tests-matchs et aux matchs first-class peuvent prendre jusqu'à cinq jours. Le nom limited overs cricket (cricket avec un nombre d'overs limité) reflète le fait que chaque équipe lance durant un nombre d'overs limité, en général entre 20 et 50 selon les formats, bien que des formes plus et moins longues aient déjà été jouées, contrairement aux tests-matchs et aux matchs first-class qui se déroulent sur une période de temps limitée. Un jour de réserve est prévu pour les matchs les plus importants pour permettre au jeu d'engendrer un résultat si cela n'est pas possible le premier jour, par exemple si le jeu est interrompu par la pluie.
Parmi les formes de One-day cricket, on compte, au niveau international, le One-day International qui se joue en 50 overs et le Twenty20 International qui se joue en 20 overs.